# Алексино (Дорогобужский район)
 Але́ксино— село в Смоленской области России, в Дорогобужском районе. Расположено в центральной части области в 18 км к юго-востоку от Дорогобужа, на запруде реки Ведрошь, в округе известной как Алексинское озеро (на окраине села Ведрошь впадает в искусственное русло реки Рясна)
Население — 580 жителей (2007 год). Административный центр Алексинского сельского поселения.

## История
Название села произошло от «Олекса», варианта имени Алексей. На территории села в древности располагалось село Ведроши, известное тем, что возле него в 1500 году произошла Ведрошская битва в Русско-Литовской войне 1500—1503 года. Первое упоминание Алексина относится к 1610 году (как село, пожалованное Михаилу Бартеневу). Было частью вотчины известных землевладельцев Салтыковых.
В 1774 году куплено И. С. Барышниковым для графа И. Г. Орлова. В 1794 году в бывшей деревне построена церковь Михаила Архангела и Алексино становится селом, а село Ведроши упраздняется. В XVIII—XIX веках село активно застраивается его хозяином Барышниковым И. И. Построена церковь Михаила Архангела, Андреевская крепость (оригинальный скотный двор в виде крепости, 1798—1810 гг.), конюшня (конец 1780-начало 1790 гг.), комплекс хозяйственных построек (1780-е гг.) — все под руководством архитектора Казакова М. Ф. Предполагается, что барельефы в церкви были выполнены Шубиным Ф. И. С 1810-х годов усадьба застраивается под руководством Доменико Жилярди. Под его руководством построен усадебный дом и музыкальный павильон. В это же время в усадьбе разбивается парк, устраиваются каскадные пруды, цветники, оранжерея.
В 1847 году построена вторая церковь Андрея Стратилата. В 1859 году в селе проживало 172 жителя, также в селе писчебумажная фабрика, конный завод. В 1913 году построена 2-х этажная кирпичная школа (работает до сих пор). В 1914 году построена каменная больница. В 1920 годах в селе располагается педагогический техникум и музей усадебного быта.
В 1920-21 в сельской школе работает известный русский писатель Пришвин М. М. На основе алексинских впечатлений им была написана повесть «Мирская чаша». В 1922 году на основе существовавшего конного завода Барышниковых создан Смоленский конезавод № 16 (в 1938 ему присвоено имя С. М. Будённого, в 1940 награждён Орденом Ленина).

## Экономика
Сейчас в селе расположены: Государственное унитарное предприятие конезавод «Смоленский», средняя школа, библиотека, почта, детский сад, дом культуры, детский санаторий (располагается в бывшей больнице 1914 года постройки), медпункт. 25 августа 1929 года рысаками конезавода Петушком и Трепетом был побит рекорд на дистанции 1600 м, установленный в 1910 году. результат Петушка 2 мин. 06,4 сек. стал новым рекордом на дистанции 1600 м для лошадей, рождённых в Европе.

## Достопримечательности
- Мемориальная доска на братской могиле 4572 воинов Советской Армии, погибших в 1941—1943 гг.
- Могила Героя Советского Союза Таштемира Рустамова
- Место Ведрошской битвы
- Усадьба Алексино — памятник архитектуры «Бывшая усадьба Барышниковых»

## Известные люди
- Сергей Васильевич Кириков (1899—1984) — выдающийся советский ученый биогеограф, доктор биологических наук.
- Лидия Ивановна Новикова, 1927 г.р. — доктор философских наук, профессор